# Theddlethorpe All Saints
Theddlethorpe All Saints – wieś i civil parish w Anglii, w Lincolnshire, w dystrykcie East Lindsey. W 2011 civil parish liczyła 165 mieszkańców.